# Groupe de Coppet
Pour les articles homonymes, voir Coppet (homonymie).

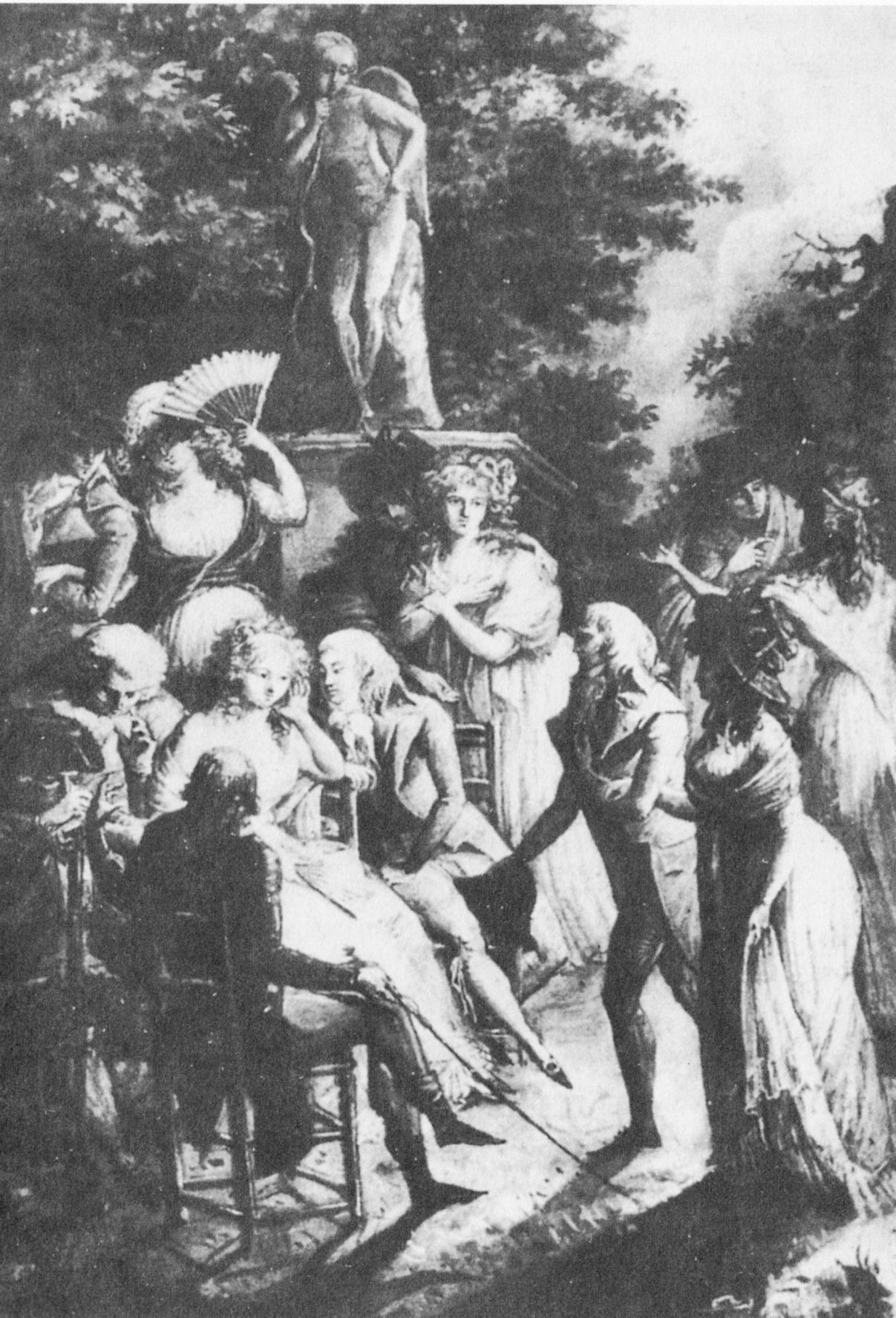
Madame de Staël et le groupe de Coppet par Philibert-Louis Debucourt.

Le Groupe de Coppet est une constellation, de caractère informel, d’intellectuels réunis essentiellement autour de Madame de Staël, entre la Révolution française et la Restauration. Benjamin Constant, Charles Victor de Bonstetten, August Wilhelm Schlegel et Jean de Sismondi sont quelques-uns des membres les plus importants de ce « groupe » que les circonstances ont réunis essentiellement au château de Coppet, sur les bords du lac Léman, en Suisse. La dénomination « Groupe de Coppet » est tardive, postérieure à son existence : jamais les individus qui en faisaient partie ne se sont étiquetés ainsi.

## Histoire
Formant un « centre à la périphérie » du Paris napoléonien qu’il défiait – Madame de Staël a été exilée par Napoléon et Benjamin Constant avait été évincé du Tribunat –, le Groupe de Coppet a été un lieu d’échanges d’opinions et de stimulation d’idées durant une quinzaine d’années, jusqu’à la mort de Madame de Staël en 1817. On considère que son histoire commence en fait dès le salon parisien de Madame de Staël avant de se poursuivre sous l’Empire à divers degrés d’intensité et de fréquence. En 1812, Germaine de Staël quitte Coppet et part pour l’Angleterre via la Russie ; quatre ans plus tard, l’été 1816 marque les derniers grands échanges tenus au château de Coppet. « Il se dépense à Coppet plus d’esprit en un jour que dans maints pays en un an », écrira Bonstetten à l’une de ses correspondantes, la poétesse germano-danoise Friederike Brun. Toutefois, les individus du groupe ont fréquemment voyagé à travers l’Europe, essaimant ainsi leurs idées et les stimulant aussi au contact d’autres pensées. Les séjours à Coppet même sont intermittents, et le salon de Madame de Staël « est partout où elle se trouve ».

## Le réseau et les membres du Groupe de Coppet
De nombreux penseurs, poètes ou hommes d’État ont fait partie, à divers titres, de cette aventure intellectuelle que Stendhal appellera plus tard « les États généraux de l’opinion européenne » : Jean de Müller, Charles de Villers (premier traducteur de Kant), Mathieu de Montmorency, Wilhelm von Humboldt, Joseph-Marie de Gérando, Chateaubriand, Camille Jordan, Friedrich Schlegel, les Barante père et fils, Victor de Broglie, Juliane de Krüdener, Zacharias Werner, Claude Hochet, Elzéar de Sabran, Auguste de Prusse, Adam Gottlob Oehlenschläger, Juliette Récamier ou encore George Gordon Byron notamment ont tous fréquenté de façon plus ou moins marquée, et à des moments différents, cette « nébuleuse » dont Madame de Staël est considérée comme le centre. Les frères Grimm connaissaient personnellement certains membres du groupe, et Juliette Récamier disposait au château de Coppet de ses propres appartements, que l’on peut encore visiter aujourd’hui. Adelbert von Chamisso, auteur de Peter Schlemihl, fait partie de ceux qui accompagnent Madame de Staël lors de son exil à Coppet. Trois générations d’intellectuels gravitent dans cette constellation, depuis Jacques Necker (1732-1804) ou Bonstetten (1745-1832) jusqu’à Victor de Broglie (1787-1870) ou Lord Byron (1788-1824), qui séjourne à Coppet en 1816. Outre leurs publications propres, les voyages, la correspondance, les traductions et la conversation tiennent une place importante parmi les vecteurs de propagation des idées formulées par Germaine de Staël et ses amis. Elle-même entretient des relations avec des personnalités danoises, anglaises, allemandes (Goethe…), italiennes, lausannoises, genevoises, etc. Si ces personnalités de nationalité, de religion et de sensibilité politique différentes se retrouvent à Coppet, c’est d’abord par plaisir, par goût ou par curiosité, et par l’admiration qu’ils portent à la maîtresse des lieux. Les rencontres de Coppet peuvent à ce titre être rapprochées des mondanités d’Ancien Régime, mais elles sont plus suivies et approfondies.
Benjamin Constant et Auguste de Staël s'engagent contre la traite et pour la seconde abolition de l'esclavage : pétitions, plaidoirie auprès du dauphin, exposition d’instruments de contrainte rapportés d’une enquête menée à Nantes sur le trafic négrier illicite et publication des résultats de cette enquête ont certainement contribué à la promulgation de la loi du 25 avril 1827, qui induit un durcissement des sanctions contre les personnes reconnues coupables de commerce négrier.

## La notion de «groupe»
L’interprétation de la Révolution, le théâtre et la littérature, la liberté, le libéralisme, la pensée historique, l’héritage des Lumières, l’économie, le phénomène religieux ou l’Europe sont parmi les grands thèmes de préoccupation du Groupe de Coppet ; les contributions des individus sont diverses, et ne sont pas réductibles les unes aux autres : le Groupe de Coppet n’a pas élaboré de doctrine qui soit commune à ses membres, et les notions de complémentarité et de réseaux lui sont sans doute mieux adaptées que l’idée de cercle. Il s’agit encore moins d’un club, d’une école ou d’un parti. Le mot « groupe » renvoie dans ce cas à une réalité complexe et non à une continuité ou une cohésion idéologiques fortes. Les interprétations des différents membres du groupe face aux événements varient considérablement : alors que Jacques Necker est favorable à la monarchie constitutionnelle, sa fille ou Benjamin Constant deviennent républicains. Sous l’Empire, la lutte contre Napoléon fait l’unanimité, et Coppet devient l’un des grands foyers d’opposition à l’empereur, d’autant plus efficace que le groupe peut compter sur un important réseau de correspondants. Plus tard, sous la Restauration, Montmorency fera partie des ultras alors que Constant siégera à la Chambre des Députés en tant que représentant de la gauche libérale. Mais, au-delà de certaines tensions y compris personnelles, c’est plutôt un faisceau commun d’idées, le rapprochement d’une certaine sensibilité et la connexité des interrogations qui constituent le groupe : « une conscience à la fois soucieuse d’universalisme et de confrontation entre les héritages nationaux ».
Coppet continue de désaltérer la pensée européenne de nos jours en organisant des conférences et colloques,

## Commentaires
(octobre 2016).

« À mes yeux, ce phénomène s’élève jusqu’à l’importance politique. Si cela durait quelques années, les décisions de toutes les académies de l’Europe en pâliraient. Je ne vois pas ce qu’elles ont à opposer à un salon où les Dumont, les Bonstetten, les Prévôt, les Pictet, les Romilly, les de Broglie, les Brougham, les de Brême, les Schlegel, les Byron discutent les plus grandes questions de la morale et des arts devant mesdames Necker de Saussure, de Broglie, de Staël. Les auteurs écriraient pour être estimés dans le salon de Coppet. Voltaire n’a jamais eu rien de pareil. Il y avait sur les bords du lac six cents personnes des plus distinguées de l’Europe : l’esprit, les richesses, les plus grands titres, tout cela venait chercher le plaisir dans le salon de la femme illustre que la France pleure [Lorsqu’on ne peut éteindre une lumière, on s’en laisse éclairer]. On osait plaisanter un grand prince. »

— Stendhal, Rome, Naples et Florence en 1817, 6 août 1817.

« Ce que le séjour de Ferney fut pour Voltaire, celui de Coppet l’est pour Mme de Staël, mais avec bien plus d’auréole poétique, ce nous semble, et de grandiose existence. Tous deux ils règnent dans leur exil. Mais l’un dans sa plaine, du fond de son château assez mince, en vue de ses jardins taillés et peu ombragés, détruit et raille. L’influence de Coppet (Tancrède à part et Aménaïde qu’on y adore) est toute contraire ; c’est celle de Jean-Jacques continuée, ennoblie, qui s’installe et règne tout près des mêmes lieux que sa rivale. Coppet contre-balance Ferney et le détrône à demi. Nous tous du jeune siècle, nous jugeons Ferney en descendant de Coppet. La beauté du site, les bois qui l’ombragent, le sexe du poëte, l’enthousiasme qu’on y respire, l’élégance de la compagnie, la gloire des noms, les promenades du lac, les matinées du parc, les mystères et les orages inévitables qu’on suppose, tout contribue à enchanter pour nous l’image de ce séjour. Coppet, c’est l’Élysée que tous les cœurs, enfants de Jean-Jacques, eussent naturellement prêté à la châtelaine de leurs rêves. »

— Sainte-Beuve, Portraits de femmes, éd. 1852.